# Monniera caprarioides
Monniera caprarioides là một loài thực vật có hoa trong họ Huyền sâm. Loài này được (Kunth) Kuntze mô tả khoa học đầu tiên năm 1891.